# Laviranje
Laviranje (italijansko lavare - prati, izmivati; angleško wash je izraz za tehniko vizualnih umetnosti, ki ima za posledico polprosojno barvno plast. Pranje razredčenega črnila ali akvarelne barve, ki se uporablja v kombinaciji z risbo, se imenuje pen and wash, wash drawing, ink and wash. Običajno se uporablja samo ena ali dve barvi za pranje; če je uporabljenih več barv, bo rezultat verjetno razvrščen kot polna akvarelna slika.
Klasična vzhodnoazijska tradicija barvanja s črnilom uporablja črno črnilo v različnih stopnjah razredčitve. Tehnika, ki je bila zgodovinsko povezana s štirimi umetnostmi učenjakov-uradnikov, se je pogosto uporabljala za krajine v tradicionalnem kitajskem, japonskem in korejskem slikarstvu.

## Tehnika
V slikarstvu je to tehnika, pri kateri se čopič, ki je zelo namočen s topilom in zadrži majhno količino barve ali črnila, nanese na mokro ali suho podlago, kot je papir ali grundirano ali neobdelano platno. Rezultat je gladko in enakomerno območje, ki v idealnem primeru nima videza potez s čopičem in je polprosojno.
Laviranje se doseže z uporabo velike količine topila z malo barve. Barva je sestavljena iz pigmenta in veziva, ki omogoča, da se pigment oprime svoje podlage. Topila razredčijo vezivo, s čimer se razredči vezivna moč barve. Laviranje je zaradi tega lahko krhko in lomljivo. Vendar pa so učinki dolgotrajni, če akvarelne barve gumiarabike nanesemo na zelo vpojno površino, kot je papir.
Tehniko laviranja lahko dosežete na naslednji način:
- Pri medijih na vodni osnovi, kot so črnila, akrilne barve, tempere ali akvarelne barve, je treba moker čopič potopiti v posodo zelo mokre in razredčene barve. To barvo je treba enakomerno zmešati in razpršiti, da se prepreči neenakomerna obremenitev pigmenta na čopiču. Naložen čopič nato nanesite na suho ali mokro podlago. Laviranje se najpogosteje nanaša z velikimi čopiči na velike površine. Območja, na katerih je učinek mogoče nadzorovati s previdnim nanašanjem in z uporabo tekočega frisketa ali gumenega cementa.
- Pri medijih na osnovi olja, kot je oljna barva, se lahko uporabi podobna tehnika, kot je opisana zgoraj, čeprav je treba barvo namesto v vodi dobro razredčiti v topilu, kot je terpentin ali mineralni špirit. Napolnjen čopič je treba nanesti na suho ali namočeno podlago s topilom. Ker ima oljna barva daljši čas sušenja kot mediji na vodni osnovi, lahko s čopičem ali mešanjem laviranje podaljšate ali izenačite videz. Ameriški umetniki Jackson Pollock, Mark Rothko, Morris Louis, Sam Francis, Paul Jenkins, Helen Frankenthaler, Jules Olitski, Friedel Dzubas, Ronnie Landfield in številni drugi so znani po ustvarjanju praznih, akvarelu podobnih učinkov v oljnih in akrilnih slikah v značilnih in radikalnih slogih in različicah te metode, ki se včasih imenuje barvanje madežev.

## Drugi mediji
Pri notranjem oblikovanju se lahko uporabi laviranje ali barvno pranje barve na steni, da se ustvari učinek teksture kot umeten zaključek.
V keramiki je laviranje običajno barvni oksid, razredčen z vodo, ki se nanese na kos, da se doseže učinek, podoben glazuri.
Programska oprema za ustvarjanje digitalnih slik ima lahko funkcije, ki simulirajo tehniko slikanja.
Znotraj kinematografske predstavitve tehnike je Alfred Hitchcock uporabil preliv rdeče na bližnjem planu igralke Tippi Hedren v Marnie kot ekspresionistično predstavitev čustvene travme lika.